# Bosco della Saliceta
Il bosco della Saliceta era una vasta foresta planiziale situata nella bassa pianura modenese, nel territorio compreso tra gli insediamenti di Camposanto, San Felice sul Panaro, Medolla e Staggia.
Il bosco, ultimo lembo superstite dell'immensa selva medievale del Lovoleto, venne quasi completamente disboscata a partire dal 1834, fino al totale abbattimento avvenuto nel 1950, per finalità agricole.
Dalla fine del XX secolo è in corso un programma di rinaturalizzazione del territorio, al fine di tentare di recuperare l'antica foresta.

## Storia

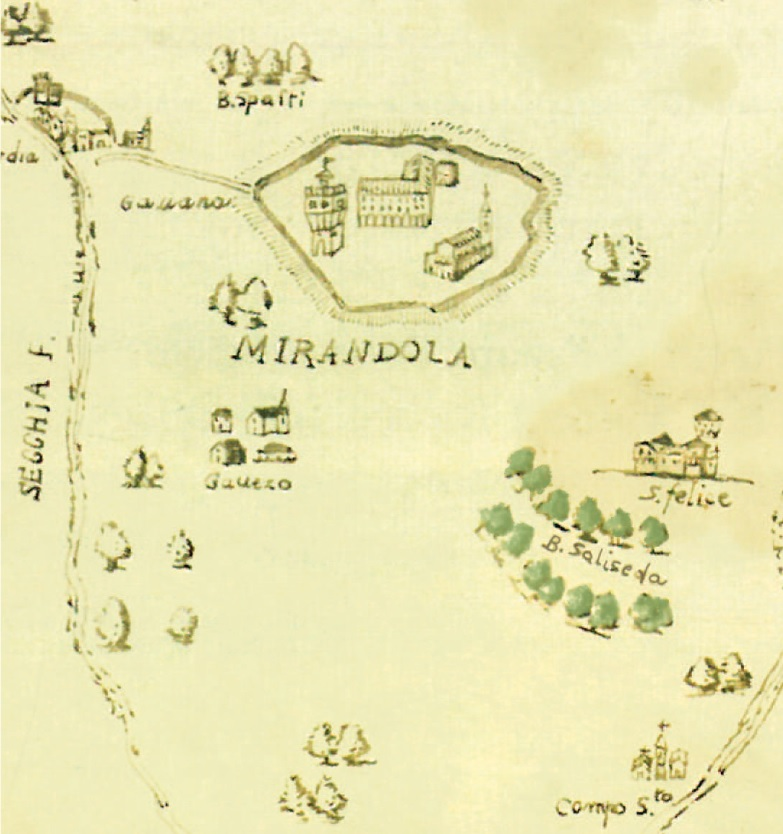
Il bosco nel 1620

I primi documenti risalgono all'anno 1149, quando l'abbazia di Nonantola divenne proprietaria del bosco ed iniziò a scavare canali e scoli per bonificare queste terre selvagge, prosciugandole dalle acque stagnanti.
Un documento datato 25 giugno 1332 vietò il taglio degli alberi nei mesi estivi (giugno, luglio e agosto).
Il bosco della Saliceta era suddiviso in 16 aree quadrangolari di circa 35 ettari ognuna: ogni anno veniva tagliata la metà di una "quadra", cosicché il ciclo di vita complessivo degli alberi ad alto fusto (roveri, frassini, pioppi, olmi, salici, sorbi, peri e meli selvatici) della "piantada" era di 32 anni.
Nel 1387 venne istituita una riserva di caccia, con la presenza di caprioli, cervi, cinghiali, daini, donnole, fagiani, lepri, martore, puzzole e volpi. Fra i rapaci, vi erano civette, falchi e gufi. I cacciatori di frodo erano puniti con pene severissime. Dalla seconda metà del XV secolo, la riserva di caccia entrò nel dominio degli Estensi che la descrissero come il bosco più esteso della pianura padana: all'epoca la foresta aveva una circonferenza di 12 chilometri e un'area di circa 510,48 ettari.

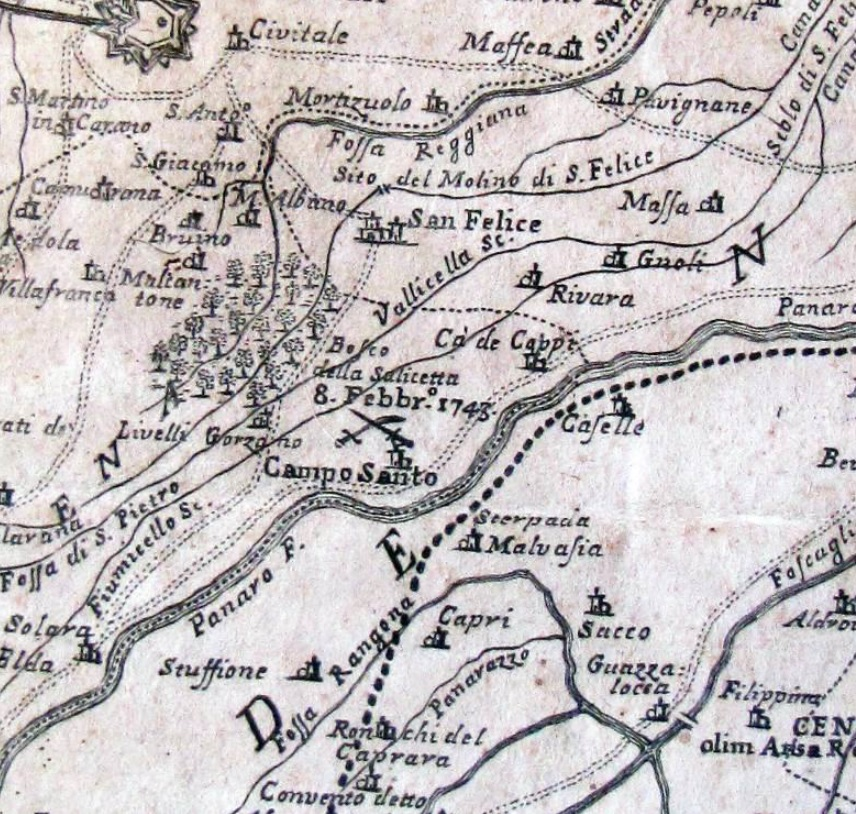
Il bosco della Saliceta in una mappa topografica del 1746 di Domenico Vandelli

Nel corso dei secoli, il ciclo del legname venne accelerato sempre di più, degradando progressivamente l'imponenza e la maestosità del bosco.
Durante l'epoca napoleonica il bosco subì grandi devastazioni da parte dell'esercito francese, tanto che dopo la restaurazione del dominio estense venne emanata il 19 aprile 1816 un divieto generale di introdurre il bestiame o anche solo di entrare nel bosco con attrezzi da taglio o carri.
Nel 1834 il ducato di Modena avviò, senza successo, la coltivazione del riso, contribuendo ad impoverire ancora di più l'ambiente anche a causa della minore manutenzione degli scoli delle acque. Tale situazione, inoltre, aggravava gli episodi di inondazione del vicino fiume Panaro. Nel 1846 l'area si estendeva per circa 1800 biolche modenesi (pari a 510,56 ettari). Nel 1849 vennero sterminati dai bracconieri tutti gli ungulati.
Durante la seconda guerra mondiale venne realizzata una polveriera nazista all'interno del bosco, il quale peraltro diede rifugio anche ai partigiani.

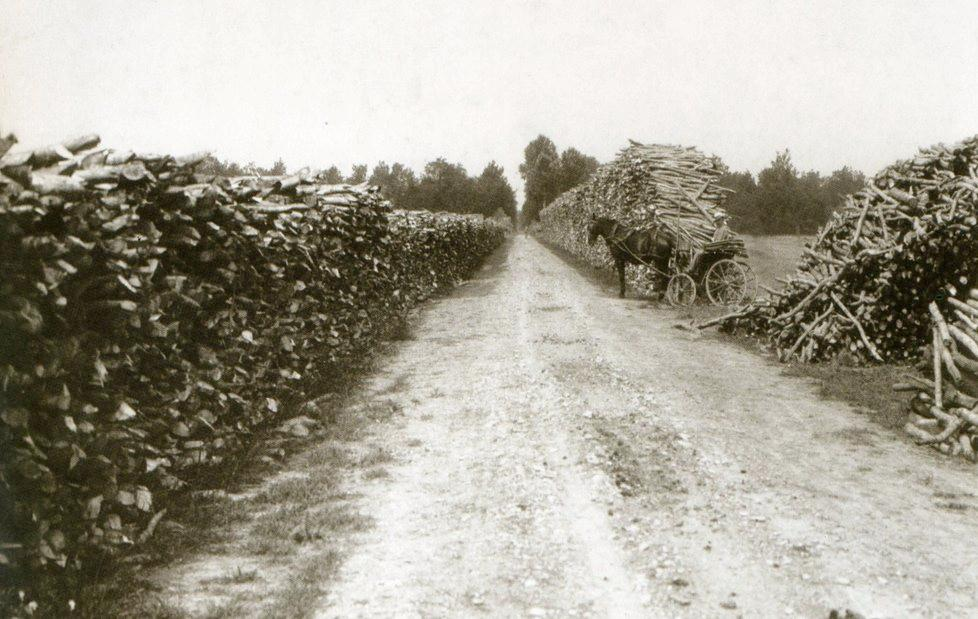
Legname del bosco della Saliceta

Nell'immediato dopoguerra la gravissima disoccupazione portò nel 1945-1946 il Partito Comunista Italiano e la CGIL ad occupare con un centinaio di braccianti una vasta zona di 100 ettari della riserva di caccia di proprietà del conte di Carrobbio, fino allo sgombero forzato a seguito di violenti scontri con le forze dell'ordine. Nel 1947 venne fondata a San Felice sul Panaro una cooperativa di braccianti cattolici, sostenuti da Ermanno Gorrieri (uno dei padri fondatori della CISL) e da altri dirigenti del futuro sindacato. Dopo aver ottenuto un finanziamento dal ministero dell'agricoltura, la cooperativa cattolica riuscì ad acquistare circa 500 ettari di bosco e 150 di risaie (con conseguenti aspre polemiche sia del PCI sia della CGIL), cosicché l'ultima parte residua di 488 ettari di bosco fu definitivamente abbattuta nel 1950 per dare lavoro e alloggio a 80 famiglie di braccianti agricoli. La cooperativa "Bosco della Saliceta" diede lavoro fino a 3.000 braccianti, fino al 1957 quando venne sciolta dai suoi 300 soci. Altre opere di bonifica, disboscamento ed edili vengono realizzate dalla cooperativa Fontanaluccia di Frassinoro, anch'essa di derivazione cattolica. Nel 1949 don Mario Prandi, parroco e fondatore della Congregazione mariana delle Case della Carità, inviò un gruppo di suore per assistere i 250 operai forestali provenienti dalla sua parrocchia e dal Polesine.

## Progetti di riforestazione
A partire dagli anni 1980, grazie all'iniziativa privata e ai finanziamenti della politica agricola comune (PAC) e del fondo europeo agricolo per lo sviluppo rurale (FEASR) dell'Unione europea, si sta cercando di ricostruire il grande patrimonio naturale perduto. Negli anni 2010 sono stati riforestati 32 ettari a "macchie di leopardo" Nel 2011 la Provincia di Modena ha istituito un'area di riequilibrio ecologico di tre ettari, parte della Rete Natura 2000 L'area riforestata comprende specie arboree di quercia, salice, acero, frassino e olmo, oltre a siepi di prugnolo selvatico, rosa canina e sanguinella.
Nel luglio 2011 è stato inaugurato un percorso storico-naturalistico all'interno dell'isola ecologica del "nuovo" bosco della Saliceta, situato in via Madonna del Bosco nel comune di Camposanto.

## Toponimi
Nonostante la scomparsa del bosco originario, sono tuttora esistenti i toponimi "Bosco Saliceta" e "Regina del Bosco" nel comune di Camposanto, mentre sia nella frazione di Villafranca nel comune di Medolla sia in quella di Staggia di San Prospero sia nel comune di San Felice sul Panaro sono presenti strade chiamate via Bosco.
Inoltre, è ancora percorribile e visibile da satellite il graticolo stradale che delimitava le "quadre" del bosco della Saliceta.

## Oratorio della Madonna del Bosco
Nel 1725 avvenne l'omicidio del vice-fattore dei boschi ducali: a memoria del delitto venne appesa ad un albero un'immagine sacra in ceramica graffita di una Madonna col Bambino. In breve tempo, l'immagine venne creduta miracolosa e venerata da sempre più fedeli, tanto che si dovette portarla nella chiesa parrocchiale del capoluogo, dove tuttora si trova in un altare della navata laterale. Nel luogo d'origine venne collocata una copia della reliquia e nel 1733 venne edificato l'oratorio della Madonna del Bosco.
Danneggiato nel corso degli anni, l'oratorio venne ricostruito nel 1880; in seguito venne distrutto dall'inondazione del Panaro del 1912, venendo restaurato ed ampliato nel 1955.
L'oratorio è un semplice edificio della tradizione architettonica mediopadana, la cui facciata in stile ionico presenta un piccolo portico con due inginocchiatoi. L'interno dell'oratorio, a pianta rettangolare con abside poligonale, è spoglio. Sul retro è posto un piccolo campanile.

## Nella cultura
Nel bosco compreso tra Camposanto e Finale Emilia è ambientato il romanzo storico La Compagnia della Selva Bella, scritto nel 1983 da Giuseppe Pederiali.